# Renault Twingo I

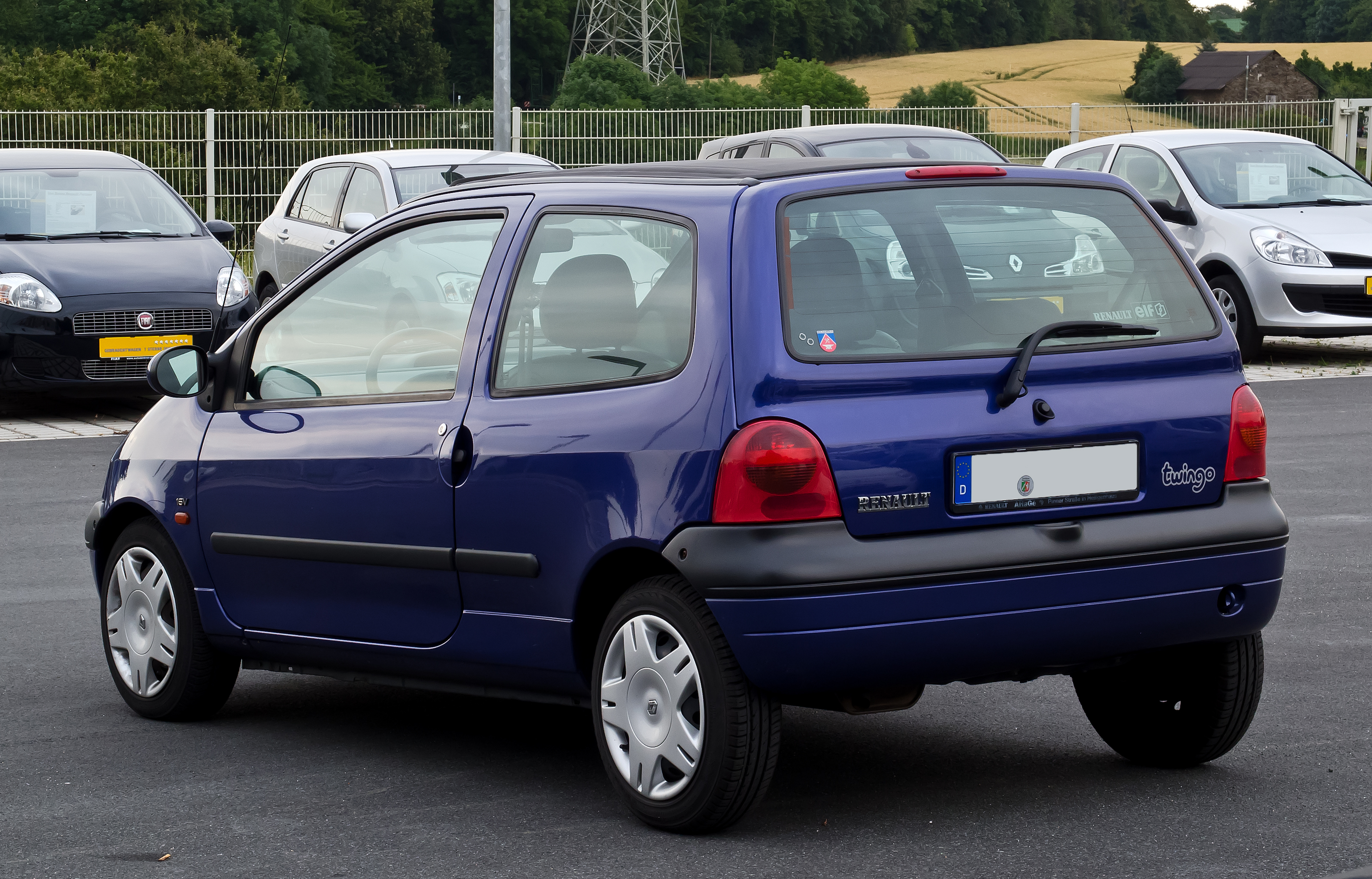
Vista posteriore di una Twingo secondo restyling del 2000.

La Renault Twingo I è la prima generazione dell'omonimo modello, un'autovettura di fascia bassa prodotta dal 1993 al 2007 dalla casa automobilistica francese Renault.

## Profilo e caratteristiche

### Genesi del modello
L'idea di trovare una sostituta alla Renault 4 risale a ben vent'anni prima del lancio della prima generazione della Twingo. Sebbene un progetto dedicato specificamente alla futura piccola monovolume francese fosse stato avviato solo molti anni dopo, fu già nel 1973, con il programma VBG (Voiture Bas de Gamme, ossia vettura di fascia bassa in francese), che cominciarono ad essere proposte alcune soluzioni considerabili come i primissimi approcci al concetto di piccola vettura dai grandi spazi, un concetto già presente nelle R4 e che si intendeva evolvere in chiave più moderna.
Il programma VBG, che doveva proporre in primis dei modelli in scala 1:1 che proponessero soluzioni stilistiche valide, fu caratterizzato dall'arrivo, a progetto avviato, del nuovo designer Robert Opron, già con valide ed assai significative esperienze alla Citroën: era considerato l'erede di un vero genio del design automobilistico come Flaminio Bertoni, avendo contribuito al restyling della DS (che ha portato al debutto la soluzione dei fari carenati orientabili) e al disegno di modelli come la GS e la CX. Uno dei primissimi compiti assegnati a Opron dai vertici Renault fu proprio quello di pensare a un'idea per la possibile erede della Renault 4.
Opron e un valido collega, Gaston Juchet, presentarono il 29 luglio 1975 due modelli in scala 1:1; l'indecisione dei vertici Renault fece rallentare il programma, tanto che per vedere altri modelli si dovette attendere l'anno seguente, quando Opron presentò un altro modello, più uno ulteriore di Juchet ed un terzo scaturito dalla penna di un altro designer Renault, Jacques Nocher. Nel frattempo, altre incombenze obbligarono a sospendere il programma VBG, che venne ripreso alcuni anni più tardi.
Nel frattempo, un impulso decisivo venne dalla lontana Polonia, dove nel 1983 la FSM realizzò il prototipo Beskid 106 per sostituire la 126p, prototipo che consisteva in una piccola monovolume. Tale prototipo diede come già detto un nuovo impulso al proseguimento del programma VBG, programma che venne rispolverato: ma la perenne indecisione da parte dei vertici Renault spinse questi nel 1984 a chiedere consulenza anche ad altri designer esterni, come ad esempio Marcello Gandini, il noto designer italiano autore tra l'altro di autentici capolavori come la sportivissima Lamborghini Countach, e che per Renault aveva già contribuito in tempi più recenti disegnando le linee della Supercinque. Gandini presentò ai vertici Renault due modelli in scala 1:1, entrambi con carrozzeria monovolume assai spigolosa, ma anche in questo caso le due idee non convinsero il direttivo della Casa francese poiché costretti a rivedere troppo a fondo le linee di montaggio, con conseguenti eccessivi aggravi di costi di produzione che si sarebbero ripercossi significativamente sul prezzo finale al pubblico.
Nel 1985, il programma VBG cambiò nome in progetto W60, e arrivò finalmente una svolta: qui entrò infatti in scena un giovane e valente designer Jean-Pierre Ploué, un nome che diverrà noto molti anni più tardi poiché diverrà responsabile di design presso il Gruppo PSA, fresco di studi e appena giunto alla Renault. Ploué realizzò nel 1986 il modello di una monovolume dalle forme più morbide e che di fatto prefigurò molto da vicino la Twingo definitiva.
Nel 1987, l'arrivo di un responsabile del design estroso come Patrick LeQuément diede un'ulteriore accelerazione al progetto W60, nel frattempo divenuto progetto X06 in occasione dell'avvicendamento al vertice tra Georges Besse, vittima di un attentato, e Raymond Levy, un altro personaggio dalle idee originali (da non confondere con il designer Raymond Loewy). LeQuément appoggiò in pieno l'idea di Ploué, conscio anche del successo ottenuto nel frattempo dalla Renault Espace, e affidò il disegno degli interni a un altro designer, Gerard Gauvbry. Ploué e lo stesso LeQuément avrebbero continuato a lavorare alle linee esterne della vettura. La responsabilità globale del progetto X06 fu invece affidata a Yves Dubreuil.
Nel 1988, le linee della futura Twingo furono "congelate", e da quel momento non sarebbe stato più possibile apportare altre modifiche, ma il risultato conseguito dall'équipe di LeQuément, sebbene appoggiato dal presidente Levy, incontrò l'ostilità di altri membri del consiglio di amministrazione, ostilità che tuttavia furono affrontate dal responsabile del design e dal presidente stesso, ponendo fine alle critiche dovute al rifiuto di una linea così poco convenzionale. Nella primavera del 1990, dopo aver investito ben 3,7 miliardi di franchi per il progetto finalizzato all'erede della R4, il presidente diede il via all'assemblaggio di carrozzeria, interni, motore e meccanica per la realizzazione dei primi prototipi da testare su strada.

### Debutto
La presentazione della vettura definitiva si ebbe nell'ottobre del 1992 al Salone di Parigi, sotto gli occhi stupefatti del pubblico. Il nome Twingo nacque dalla contrazione delle parole twist, swing e tango, tre nomi di balli con i quali si voleva sottolineare il carattere dinamico e la simpatia della vettura. Per quanto riguarda i visitatori del Salone di Parigi, come al solito, quando si tratta di modelli così innovativi ed insoliti, si divisero tra sostenitori e detrattori. Ma alla fine della kermesse parigina di quell'anno, la neonata vettura collezionò già ben 2.240 ordini. Fino al quel momento, la R4, che si voleva sostituire già nella prima metà degli anni settanta, era rimasta sempre presente nel listino Renault. L'assemblaggio della Twingo avvenne inizialmente nello stabilimento Renault di Flins, ma in seguito sarebbe stato esteso anche all'impianto ex-FASA di Valladolid, in Spagna, ed anche in due ulteriori stabilimenti in Sudamerica. Cominciò così la fortunata carriera commerciale della prima generazione della Twingo.

### Esterno
La prima evidente caratteristica che balza agli occhi osservando una Twingo I è il suo corpo vettura di tipo monovolume. La Twingo è stata la prima vettura ad imporre tale configurazione di carrozzeria in un modello di segmento A, almeno in Europa, visto che in Giappone erano presenti già alcuni modelli con tale caratteristica, primo fra tutti la Honda Today. Un altro aspetto che balza subito agli occhi è anche costituito dagli ingombri della vettura, decisamente contenuti. La prima generazione della Twingo è molto compatta, sicuramente più della sua antenata, la R4, ma anche più corta di alcuni modelli contemporanei di segmento comparabile, come ad esempio la Citroën AX, lunga 7 cm in più, o la Peugeot 106, che arrivava a ben 13 cm in più. In compenso, la Twingo era più larga, in maniera tale da poter offrire maggior abitabilità agli occupanti.
Le prime Twingo erano caratterizzate da un frontale spiovente in linea con l'ampio parabrezza. All'estremità anteriore trovavano posto i tondeggianti gruppi ottici definiti "a ranocchia", poiché essendo leggermente sporgenti suggeriscono a chi osserva l'immagine del piccolo anfibio. Ciò conferiva alla vettura un aspetto simpatico, dato anche dalle sue piccole dimensioni e dalla semplicità delle sue linee generali. L'idea di disegnare i fari in questo modo venne proprio a Patrick LeQuément durante l'ultimo periodo di messa a punto del disegno della vettura. Dello stesso designer fu anche l'idea riguardante la forma e il posizionamento degli indicatori di direzione: se i fari somigliavano ad occhi, gli indicatori di direzione somigliavano alle palpebre inferiori, accentuando così l'immagine di uno sguardo sorridente di un animaletto.
Il paraurti anteriore, così come peraltro quello posteriore, erano in plastica non verniciata. La fiancata presentava linee molto semplici che ponevano in evidenza la presenza di due sole grandi superfici vetrate per lato, una sola portiera per parte, la continuità fra parabrezza e cofano motore, ma anche la generosa misura del passo (2,347 metri), con le ruote poste più avanti possibile, quasi ai quattro angoli del corpo vettura. anche questa idea nacque dalla mente di LeQuément. La coda dall'andamento verticale era caratterizzata da un portellone a tutta larghezza, da un ampio lunotto e da gruppi ottici dal disegno tondeggiante. Tra gli optional disponibili c'erano cerchi in lega a sette razze, tetto in tela apribile a tutta lunghezza, barre portatutto, fasce paracolpi sulle fiancate, deflettori, autoradio, volante bicolore (nero e verde).

### Interno

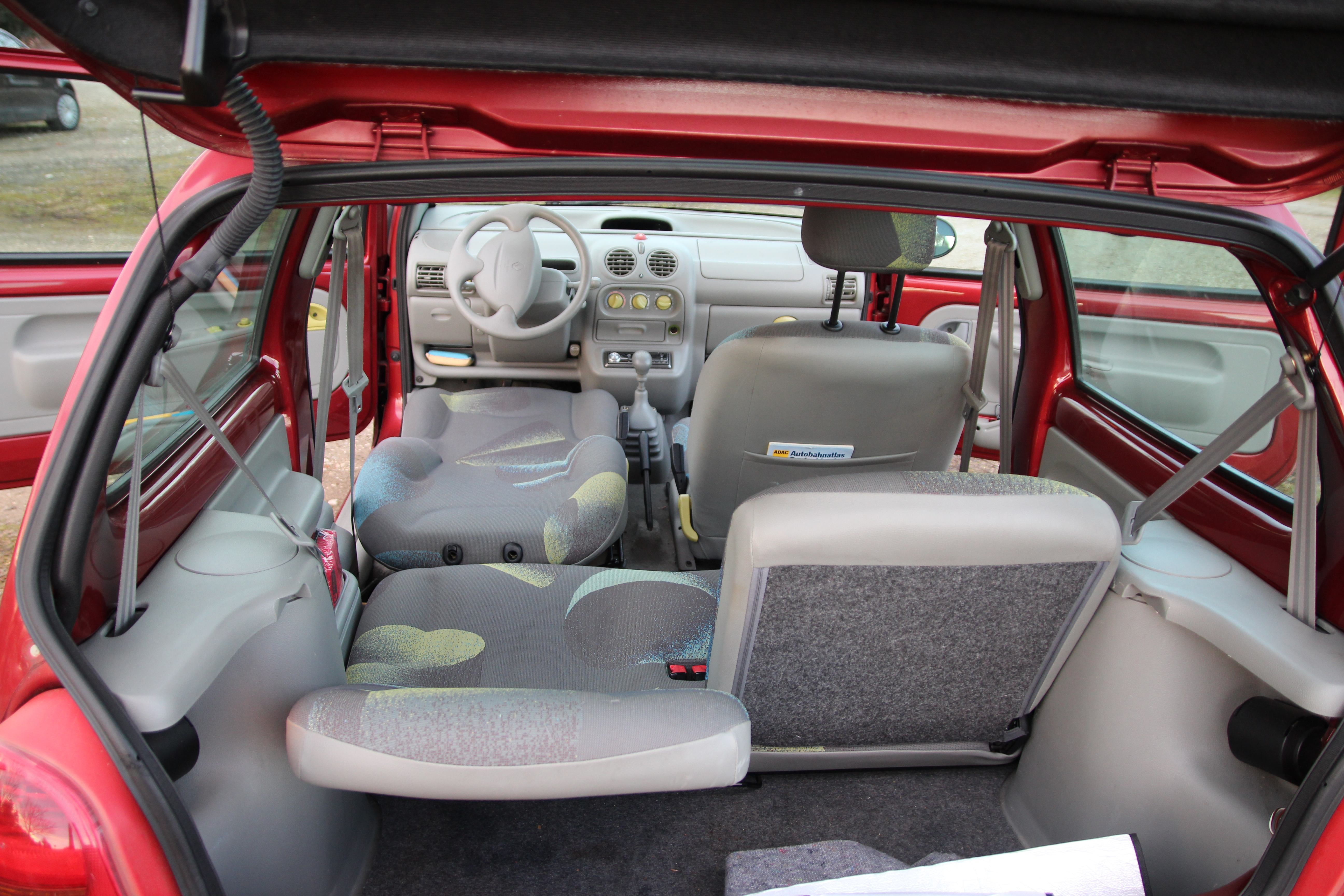
L'abitacolo di una Twingo I: era possibile sistemare i sedili in maniera tale da creare due letti di fortuna

L'abitacolo della Twingo era stato disegnato e realizzato per garantire la massima abitabilità possibile in rapporto alle dimensioni assai compatte. Se la Twingo risultava più corta delle possibili concorrenti, era però anche più larga: pur essendo omologata solo per quattro persone, queste potevano quindi trovare un dignitoso livello di abitabilità. Il posto guida della Twingo I era dominato da motivi tondeggianti: tonde erano le bocchette di ventilazione, tondi i comandi della consolle centrale, tondeggiante era il disegno dei pannelli porta, così come il disegno della seduta dei sedili, del loro schienale e dei loro poggiatesta. Si trattava comunque di un abitacolo dal livello di dotazione alquanto scarno; basti pensare che per quanto riguarda la strumentazione erano presenti praticamente solo un tachimetro e un indicatore del livello di carburante, sistemati sulla plancia in posizione centrale anziché di fronte al conducente. I sedili erano tra l'altro rivestiti con tessuti dalle allegre fantasie di colori ed erano caratterizzati da un elevato livello di modularità, potevano cioè essere spostati o abbattuti in un gran numero di combinazioni a seconda delle esigenze. Era ad esempio possibile trasformare l'interno della macchina in un "letto matrimoniale", semplicemente spostando in modo opportuno i sedili anteriori e posteriori (era celebre la pubblicità dei due ragazzi che prendono il sole sdraiati all'interno di una Twingo dotata di tetto apribile in tela); non erano invece presenti vani portaoggetti. 
La capacità del bagagliaio era ottima in rapporto alle dimensioni della vettura, sebbene non raggiungesse affatto i livelli raggiunti con la R4. Quest'ultima poteva raggiungere a divanetto posteriore rimosso un volume di quasi 1.5 metri cubi, mentre la Twingo si fermava a quasi 1.1 metri cubi, poiché più bassa e più corta della sua antenata. Con il divanetto posteriore in posizione, la capacità del bagagliaio della Twingo I era invece di 168 litri a filo della cappelliera, ma eliminando quest'ultima si arrivava a 261 litri. 

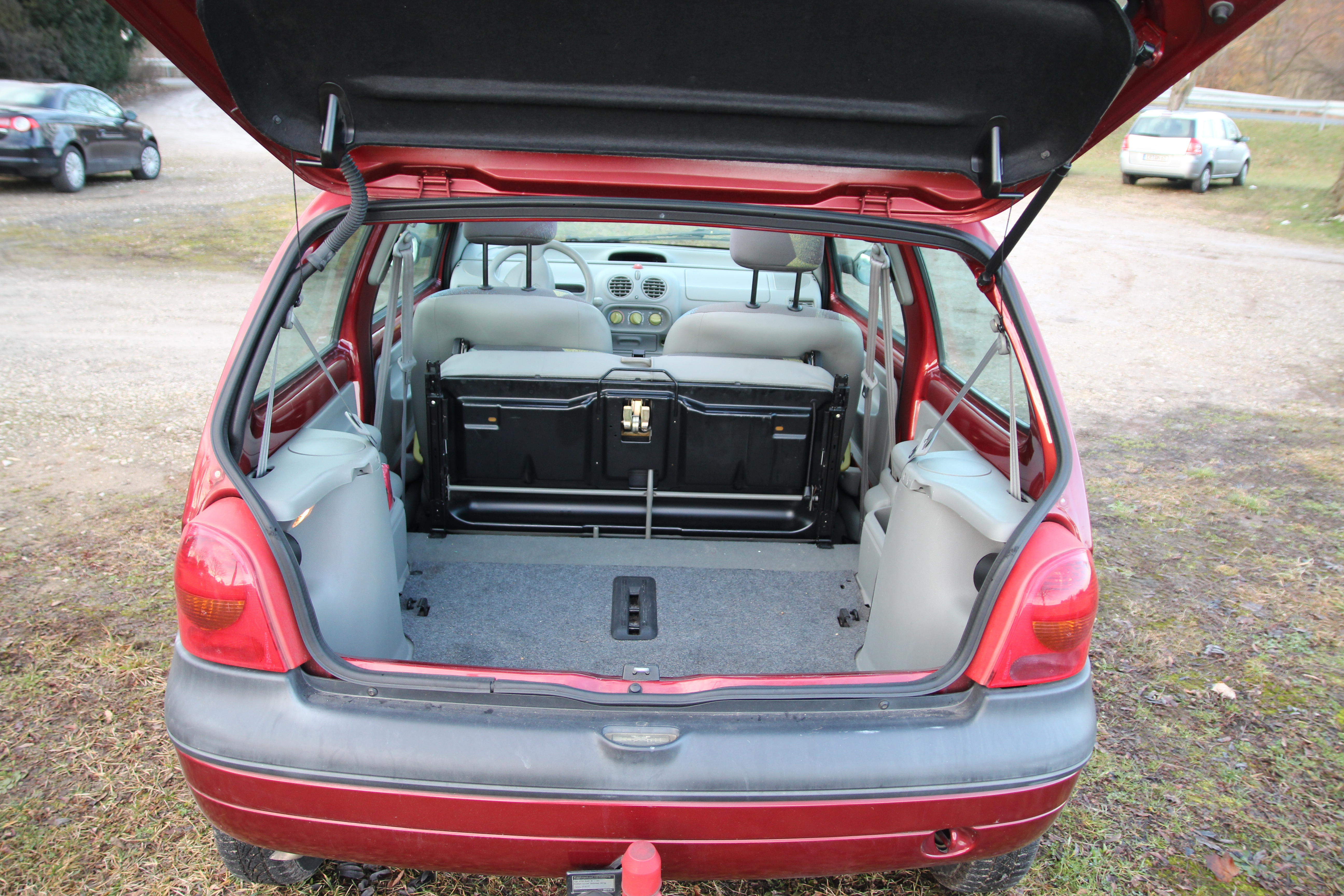
Una Twingo con il divanetto posteriore ripiegato in avanti, per raggiungere la massima capienza bagagli possibile

#### Struttura, meccanica e motori
La Twingo I era votata alla semplicità anche per quanto riguardava l'aspetto tecnico, sebbene fosse indubbiamente più moderna rispetto alla R4 che sostituiva, ormai decisamente vetusta. La struttura della prima generazione della Twingo era del tipo a scocca portante. La scocca integrava un telaio inferiore che supportava un telaietto ausiliario, al quale veniva fissato l'avantreno. L'intera struttura era irrobustita mediante barre antintrusione nelle portiere ed alla base del portellone.
La Twingo I montava un avantreno a ruote indipendenti con schema di tipo MacPherson con molle elicoidali, mentre il retrotreno era a ruote interconnesse, anch'esso con molle elicoidali. Su entrambi gli assi le molle erano coassiali con gli ammortizzatori. L'impianto frenante, servoassistito, era di tipo misto, vale a dire con freni a disco all'avantreno e freni a tamburo al retrotreno. Lo sterzo era invece del tipo a cremagliera.
Al suo debutto, la Twingo I era prevista in una sola ed unica motorizzazione, consistente nell'unità C3G da 1239 cm³, un motore che ancora adottava lo schema di distribuzione ad aste e bilancieri e che era in grado di erogare una potenza massima di 54 CV. Il cambio era del tipo manuale a 5 marce.

### Evoluzione

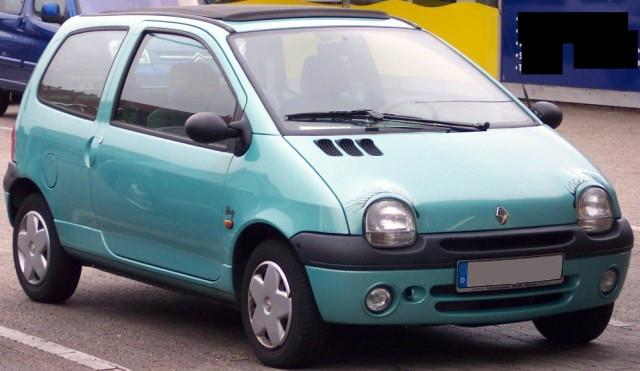
Il frontale di una Twingo dopo il restyling del 1998.

Durante la sua brillante carriera commerciale, la prima generazione della Twingo non ha conosciuto numerose tappe evolutive, se si escludono le numerose serie speciali come Kenzo, Spring, Summer (versione con tetto in tela apribile), United Colors of Benetton, Elite, Velvet, Ice e tante altre che si distinguevano per la diversa trama dei sedili e colori di carrozzeria.
Il primo step evolutivo per la gamma della Twingo I si ebbe nel 1994, quando venne introdotta la Twingo Easy, dotata di una frizione a gestione elettronica, cosicché fu possibile eliminarne il comando a pedale. Nel frattempo, il successo della vettura crebbe notevolmente: a metà di quello stesso 1994 furono raggiunti i 260.000 esemplari prodotti.
Alla fine dell'estate del 1996, mentre si superavano gli 800.000 esemplari prodotti, la Twingo beneficiò di quello che è stato forse il suo aggiornamento più corposo: fu pensionato il vecchio motore C3G 1239 cm³ in favore di una nuova unità nominata D7F da 1149 cm³ con distribuzione monoalbero in testa a due valvole per cilindro e potenza massima di 60 CV. Questo motore resterà disponibile fino al 2007. In tale occasione vennero aggiornati gli interni, ora con nuovi rivestimenti, mentre esternamente comparve in coda la terza luce di stop. Nel 1997 l'arrivo della Twingo Matic, dotata di cambio automatico a 3 rapporti.
Nel 1998 vi fu un aggiornamento estetico visibile specie nel frontale, dove gli indicatori di direzione, integrati con i gruppi ottici principali, divennero di colore chiaro. Vennero ridisegnati anche i fanali posteriori e i paraurti. Questi ultimi integravano delle inedite luci fendinebbia e, a seconda dell'allestimento, potevano essere anche in tinta con la carrozzeria. Il gancio traino anteriore si sposta sul lato passeggero, il posteriore resta nella solita posizione ma ruotato di novanta gradi. Internamente venne ridisegnato il cruscotto, ora con airbag anche per il passeggero, disponibile con tasca portadocumenti aperta o cassetto portaoggetti (a seconda della presenza dell'aria condizionata), le manopole dei comandi aria diventano a forma di "boomerang", il volante ora a tre razze, è di colore grigio come il cruscotto. Furono disegnati nuovi copricerchi e trame di sedili. Meccanicamente non vi furono variazioni di sorta.
Il 1999 vide l'arrivo di una versione dall'allestimento ricco e completo, denominata Initiale: questa versione era riconoscibile dai sedili, pannelli porta e cuffia del cambio in pelle, i cerchi in lega dedicati e dalla targhetta con scritto "Initiale Paris" sopra gli indicatori di direzione laterali. Era possibile richiederla anche con tetto apribile in vetro. Dal 2000 monterà nuovi cerchi in lega a otto razze da 14 pollici.
Sempre nel 1999, fu svelato un prototipo dalla vocazione sportiva denominato RS, il quale era equipaggiato con il 1.6 16v da 110 CV montato da poco sulla neonata Clio II. Alla fine non se ne fece niente ed il prototipo sportivo rimase tale.

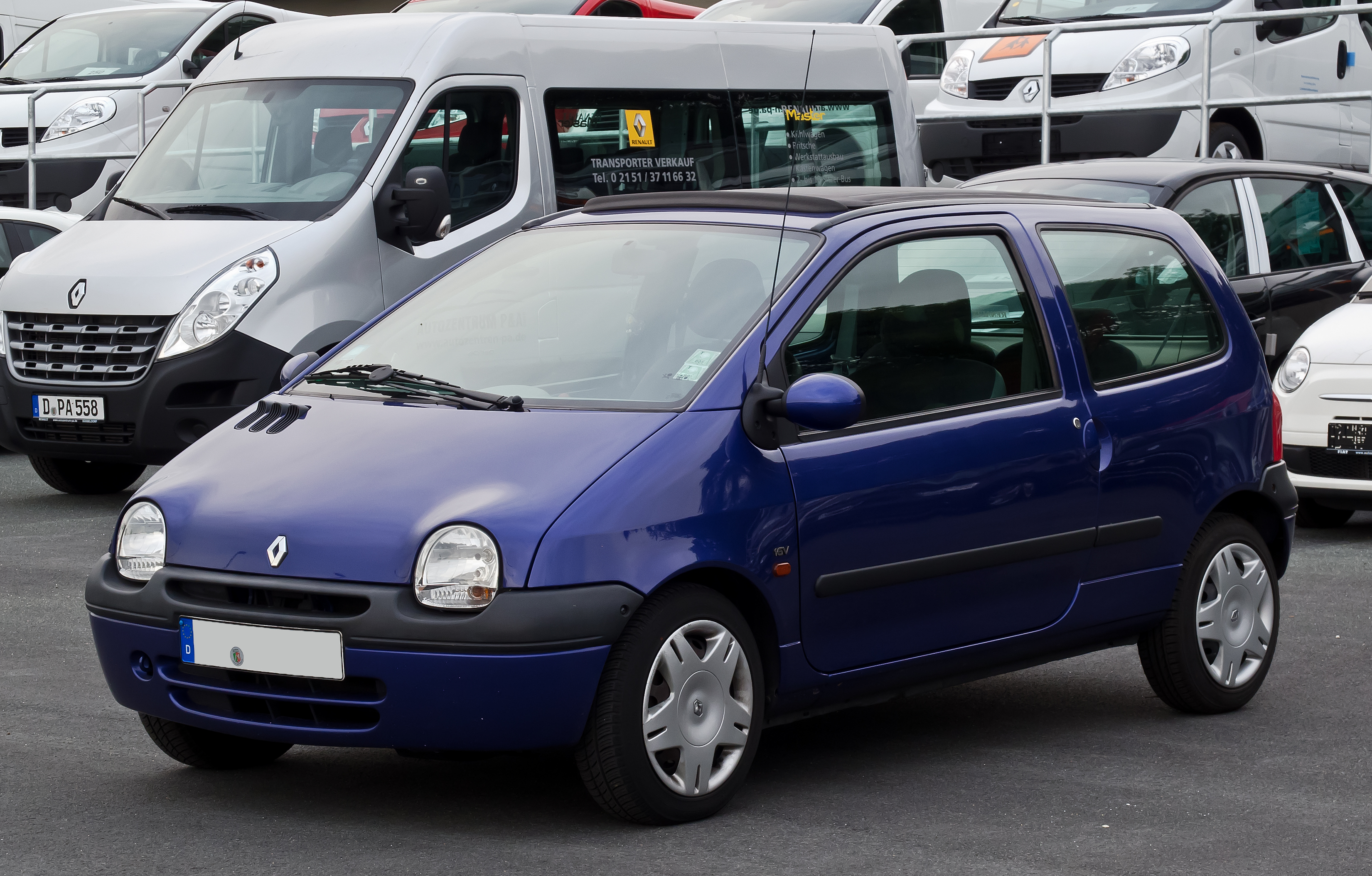
Una Twingo 16V, con le caratteristiche estetiche conseguenti all'aggiornamento del 2000

Un nuovo aggiornamento, questa volta prevalentemente meccanico, interessò la Twingo nel 2000: fu adottata una nuova barra antirollio maggiorata al retrotreno, mentre ne venne montata una all'avantreno, dove prima era assente. L'impianto frenante vide l'arrivo di dischi autoventilanti all'avantreno e tamburi maggiorati al retrotreno, i cerchi diventano da 14 pollici. La lista optional incluse finalmente anche l'ABS ed il ripartitore di frenata elettronico. Esternamente vennero nuovamente ridisegnati i paraurti. Alla fine del mese di maggio del 2000 la produzione superò ampiamente il milione e 600.000 unità.
Nel gennaio 2001 debuttò una nuova motorizzazione nominata D4F, costituita dallo stesso motore da 1149 cm³ litri utilizzato fino a quel momento, ma con distribuzione bialbero e testata a 4 valvole per cilindro con una potenza massima di 75 CV. Le Twingo con questo motore sono riconoscibili dal logo "16V" sopra gli indicatori di direzione laterali. Nello stesso anno venne introdotta una nuova versione denominata Quickshift ed equipaggiata con un nuovo cambio sequenziale a 5 rapporti.
Dal 2003 al 2005, solo per l'Italia, venne proposto l'allestimento "Diabolika" che prevedeva ABS, servosterzo, clima e specchietti elettrici di serie. All'esterno l'adesivo tridimensionale "Diabolika" sopra la scritta "twingo" sul portellone la faceva subito riconoscere, aveva paraurti e calotte degli specchietti in tinta con la carrozzeria, fendinebbia, cerchi in lega a cinque razze (optional) e tetto in vetro apribile (optional). Dentro i sedili ed i pannelli porta avevano un a trama azzurra con cuciture rosse, cuffia del cambio e cinture azzurre, volante con corona blu scura, comandi aria, accendisigari e tasti accanto al volante blu scuri. Disponibile con entrambi i motori.
Non vi furono più ulteriori aggiornamenti fino al 2004, quando si ebbe un piccolissimo aggiornamento estetico stavolta nella sola parte posteriore dell'auto, sul bottone per aprire il portellone posteriore, che adesso inglobava il logo Renault. In compenso il logo Renault sul portellone sparì, mentre i paracolpi laterali sulle fiancate divennero di serie. Furono le ultime variazioni con un minimo di rilevanza per la gamma della Twingo I. Nel 2007, con il lancio della seconda generazione, la prima Twingo fu tolta dai listini europei, mentre rimase in commercio per il mercato sudamericano fino al 2012.

### Riepilogo caratteristiche
Di seguito vengono riepilogate le caratteristiche relative ai modelli che hanno costituito la gamma della Twingo I. I prezzi riportati sono in milioni di lire e si riferiscono al livello di allestimento meno costoso e al momento del debutto nel mercato italiano:
| Modello                                                                             | Motore | Cilindrata cm³ | Potenza CV/rpm | Coppia Nm/rpm | Cambio/ N° marce | Massa a vuoto (kg) | Velocità max | Acceler. 0–100 km/h | Consumo (l/100 km) | Anni di produzione | Prezzo al debutto |
| Twingo                                                                              | C3G    | 1239           | 55/5300        | 90/2800       | M/5              | 790                | 150          | 15"                 | 6.5                | 1993-96            | 13.980            |
| Twingo                                                                              | D7F    | 1149           | 60/5250        | 95/2500       | M/5              | 810                | 160          | 13"4                | 6.2                | 1996-07            | 16.450            |
| Twingo Easy                                                                         | C3G    | 1239           | 55/5300        | 90/2800       | M/51             | 790                | 150          | 15"                 | 6.5                | 1994-96            | 16.150            |
| Twingo Easy                                                                         | D7F    | 1149           | 60/5250        | 95/2500       | M/51             | 810                | 151          | 14"4                | 6.5                | 1996-98            | 18.450            |
| Twingo Quickshift2                                                                  | D7F    | 1149           | 60/5250        | 95/2500       | AS/5             | 840                | 151          | 14"7                | 6.2                | 2001-04            | 21.010            |
| Twingo Matic                                                                        | D7F    | 1149           | 60/5250        | 95/2500       | A/3              | 840                | 150          | 16"4                | 6.3                | 1997-00            | 20.650            |
| Twingo 16v                                                                          | D4F    | 1149           | 75/5500        | 105/3500      | M/5              | 845                | 168          | 11"7                | 6.2                | 2001-12            | 18.892            |
| Twingo 16v Quickshift2                                                              | D4F    | 1149           | 75/5500        | 105/3500      | AS/5             | 845                | 168          | 13"3                | 6.1                | 2001-12            | 21.978            |
| Note: 1Con frizione a gestione elettronica 2Denominata Cinetic nel mercato italiano |        |                |                |               |                  |                    |              |                     |                    |                    |                   |